# Johnson Nunatak
Johnson Nunatak är en nunatak i Antarktis. Den ligger i Östantarktis. Australien gör anspråk på området. Toppen på Johnson Nunatak är 203 meter över havet.
Terrängen runt Johnson Nunatak är kuperad västerut, men österut är den platt. Trakten är obefolkad. Det finns inga samhällen i närheten.